# Astragalus sinaicus
Astragalus sinaicus är en ärtväxtart som beskrevs av Pierre Edmond Boissier. Astragalus sinaicus ingår i släktet vedlar, och familjen ärtväxter. Inga underarter finns listade i Catalogue of Life.